# Helse- og omsorgsdepartementet

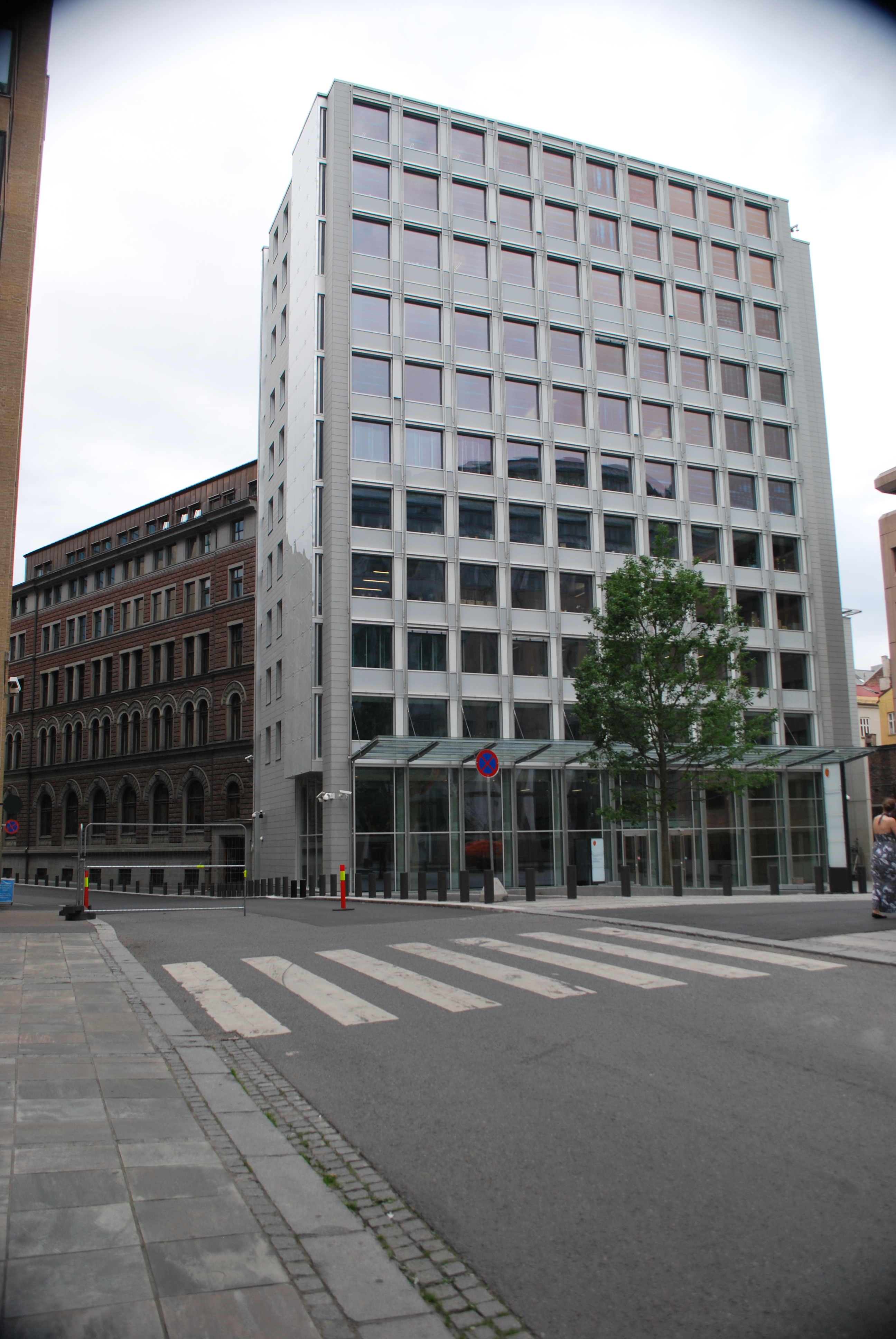
Sitz des Ministeriums

Das Helse- og omsorgsdepartementet (kurz HOD, deutsch: Ministerium für Gesundheit und Pflege) ist das norwegische Gesundheitsministerium, das in seiner heutigen Form am 1. Oktober 2004 gegründet wurde. Seit Oktober 2021 ist Ingvild Kjerkol von der Arbeiderpartiet die Gesundheitsministerin Norwegens.

## Geschichte
Am 8. November 1993 wurde das Sozialministerium (Sosialdepartementet) zum Sozial- und Gesundheitsministerium (Sosial- og helsedepartementet) umbenannt. Grund hierfür war, dass es bereits ab September 1992 neben dem Sozialminister auch Heimat für einen Gesundheitsminister gewesen war. Zum 1. Januar 2002 wurde schließlich der Gesundheitsbereich vom Ministerium für Soziales und Gesundheit abgespalten und das Helsedepartementet gegründet. Dieses erhielt am 1. Oktober 2004 ihren heutigen Namen Helse- og omsorgsdepartementet, nachdem im Rahmen einer Umstrukturierung einzelne weitere Zuständigkeitsbereiche vom Sozialministerium, das zum Ministerium für Arbeit und Soziales umfunktioniert wurde, ans Gesundheitsministerium überführt wurden. Im Januar 2006 ging auch der Bereich Alkohol und Drogen an das Gesundheitsministerium.
Im Jahr 2012 zog das Ministerium in das Regierungsgebäude R6 im Regjeringskvartalet ein. Zuvor war es bis Juli 2011 im S-blokken, der beim Terroranschlag im Regierungsviertel beschädigt wurde, untergebracht gewesen.
Im Januar 2018 wurde während der Regierung Solberg ein zusätzlicher Ministerposten im Gesundheitsministerium eingerichtet. Das für Volksgesundheit und Senioren angedachte Amt wurde bis Januar 2020 von den drei Fremskrittspartiet-Politikern Åse Michaelsen, Sylvi Listhaug und Terje Søviknes ausgeübt. Nach dem Austritt der Partei aus der Regierung wurde der Posten am 24. Januar 2020 abgeschafft und die Kompetenzen wieder dem Gesundheitsminister Bent Høie zugeteilt.

## Organisation
Der Gesundheitsminister ist oberster Leiter des Ministeriums. Verwaltungschef ist der sogenannte Departementsråd. Dem Gesundheitsminister sind vier Staatssekretäre zugeteilt.
Dem Helse- og omsorgsdepartementet sind einige Behörden nachgeordnet:
- Helsedirektoratet, Gesundheitsbehörde
- Statens helsetilsyn, Gesundheitsaufsichtsbehörde
- Folkehelseinstituttet, Gesundheitsverwaltungsorgan
- Statens undersøkelseskommisjon for helse- og omsorgstjenesten (UKOM), Untersuchungskommission
- Direktoratet for e-helse, Behörde für Digitalisierung im Gesundheitsbereich
- Nasjonalt klageorgan for helsetjenesten, Klageinstanz
- Norsk pasientskadeerstatning, zuständig für Erstattungen im Falle von Behandlungsfehlern
- Bioteknologirådet, Anhörungsinstanz für Biotechnologie
- Statens legemiddelverk, Behörde für die Beschaffung medizinischer Ausstattung
- Direktoratet for strålevern og atomsikkerhet, Strahlenschutz- und Atomsicherheitsbehörde
- Mattilsynet, Lebensmittelaufsichtsbehörde

Des Weiteren ist das Ministerium Eigentümer des Vinmonopolets, dem der Verkauf von Alkohol in Norwegen unterliegt. Zudem liegen die Gesundheitsregionen Mittelnorwegen (Helse Midt-Norge), Norden (Helse Nord), Südosten (Helse Sør-Øst) sowie Westen (Helse Vest) in seinem Besitz.

## Minister
Am 14. Oktober 2021 übernahm Ingvild Kjerkol nach der Parlamentswahl 2021 und dem damit einhergehenden Regierungswechsel das Amt als Gesundheitsministerin von ihrem Vorgänger, dem Høyre-Politiker Bent Høie.